# Olof Herman Andersson
Olof Herman Andersson, född 19 december 1859, död 10 juni 1906, var en svensk romanist.
Olof Herman Andersson var son till handelsmannen Olof Andersson. Han intogs vid Vänersborgs högre allmänna läroverk 1872, avlade mogenhetsexamen där 1880 och blev student vid Uppsala universitet samma år. Han blev filosofie kandidat 1883, filosofie licentiat 1887 och filosofie doktor 1890. Han företog studieresor till Frankrike och England 1887, till England 1891, till Frankrike och Italien 1893-1894 och till England och Tyskland 1896. Andersson tjänstgjorde vid Vänersborgs högre allmänna läroverk 1883, vid Krook och Uppströms flickskola i Uppsala 1888-89, vid N. Lindskogs abiturientkurs i Uppsala 1888-91. Han genomgick provår vid Uppsala 1888, blev docent i franska språket vid Uppsala universitet 1889, var vikarierande lektor vid Nya elementarskolan och lärare vid Åhlinska skolan 1894-95 och blev lektor i franska och engelska vid Karlskrona högre allmänna läroverk 1894.